# Josef Kout
Josef Kout (14. ledna 1907 Mnětice – 8. května 1970 Pardubice) byl český a československý politik, člen Československé strany národně socialistické, za kterou byl po roce 1945 poslancem Prozatímního Národního shromáždění. Po roce 1948 exilový politik.

## Biografie
Vystudoval pardubickou reálku a od roku 1926 pracoval v Německém Brodě jako poštovní elév. V letech 1927 – 1929 absolvoval prezenční vojenskou službu. Pak znovu působil v poštovnictví. Pracoval v Tanvaldu a roku 1930 byl na vlastní žádost přeložen do Pardubic. Od mládí se politicky angažoval v národně socialistické straně. Zastával v ní post sociálního referenta, vzdělavatele, důvěrníka, později župního předsedy mládeže a župního jednatele. Působil i v odborovém sdružení poštovních zaměstnanců národně socialistické strany. V roce 1938 byl za národní socialisty zvolen do obecního zastupitelstva v Pardubicích. Členem zastupitelstva zůstal až jeho rozpuštění 7. listopadu 1942. Angažoval se i v kulturním a veřejném životě, měl blízko k ochotnickému divadlu. V srpnu 1940 absolvoval týdenní režisérský kurs v Hronově pod vedením Jaroslava Kvapila a režiséra Divadla na Vinohradech v Praze Františka Salzera.
Za druhé světové války pracoval u vlakové pošty a ničil udání směřující na gestapo. Od jara roku 1945 spolupracoval s partyzánským oddílem Brigáda Jana Husa. Po roce 1945 se politicky angažoval. V letech 1945 – 1946 byl poslancem Prozatímního Národního shromáždění za národní socialisty. V parlamentu setrval do parlamentních voleb v roce 1946. Byl rovněž krajským důvěrníkem národně socialistické strany a dočasně vedl redakci týdeníku Bratrství. V roce 1945 byl po dobu několika měsíců členem rady Místního národního výboru v Pardubicích. V parlamentních volbách 1946 kandidoval, ale nebyl zvolen do Ústavodárného Národního shromáždění. Místo něj poslanecký mandát získal František Přeučil.
Po únorovém převratu v roce 1948 byl Josef Kout 28. února propuštěn z postu vrchního poštovního tajemníka v Pardubicích. Proti tomu se odvolal, ale odvolání zamítl jeho stranický kolega Alois Neuman, který patřil k frakci, jež převzala moc ve straně a podřídila se komunistickému režimu. Kout se pak chystal k odchodu do emigrace. 1. října 1948 byl ale zadržen na státní hranici. Podařilo se mu ovšem uprchnout z vazby v Domažlicích. Působil jako vedoucí zásobování IRA v uprchlickém táboře v Ludwigsburgu. Zde se roku 1950 stal předsedou oblastního výboru československých národních socialistů v Německu. Pak přesídlil do USA, kde byl v kontaktu s Petrem Zenklem a Radou svobodného Československa. V červnu 1957 mu bylo uděleno americké občanství. Pracoval jako vedoucí provozu Captain University Club v New Yorku a ve volném čase se věnoval ochotnickému divadlu. V listopadu 1969 uspořádal Český domov Astoria v New Yorku premiéru hry E. Bozděcha Světa pán v županu, ve které Josef Kout hrál titulní roli císaře Napoleona. Jeho rodina v Československu byla mezitím pronásledována komunistickým režimem. Bylo u ní provedeno několik domovních prohlídek. Manželka Aurélie byla roku 1950 odsouzena na dva roky odnětí svobody. Děti byly vyloučeny ze škol a povolání. V roce 1968 a 1970 Josef Kout mohl navštívit Československo. Při druhé z návštěv zemřel na infarkt v bytě své ženy v Pardubicích, v Hronovické ulici čp. 633.